# Чигиринский район
Чигири́нский райо́н (укр. Чигиринський район) — упразднённая административная единица на юго-востоке Черкасской области Украины. Административный центр — город Чигирин.

## История
Район был создан в 1923 году на территории бывших Шабельниковской, Рацевской и части Суботовской (села Суботов, Янич и Херсонка) волостей Чигиринского уезда и вошёл в состав Черкасского округа Киевской губернии. В 1925 году к району были присоединена часть территории упразднённых Трилесского и Трушевского районов. В сентябре 1930 года все округа в Украинской ССР были ликвидированы и Чигиринский район перешёл в прямое подчинение руководству республики. В 1931 году район был укрупнён, за счёт присоединения к нему территории упразднённого Медведевского района.
В 1932 году район вошёл в состав новообразованной Киевской области. В 1935 году часть территории района вошла соседние Каменский (Чубовский сельсовет) и Смелянский (Куликовский и Любенецкий сельсоветы) районы, а позже в том же году в состав Чигиринского района были переданы Вершацкий, Галагановский и Стецовский сельсоветы из Новогеоргиевского района Харьковской области. В 1939 году район был включён в состав новообразованной Кировоградской области
В 1954 году район вошёл в состав Черкасской области. В 1962 году, в ходе укрупнения районов в Украинской ССР, к Чигиринскому району были присоединены части Каменского, Смелянского и Черкасского районов, однако уже в 1965—1966 годах реформа была свернута и и большая часть присоединённой к району территории была возвращена в прежние границы.
17 июля 2020 года в результате административно-территориальной реформы район вошёл в состав Черкасского района. На его территории были сформированы Медведевская, Сагуновская и Чигиринская территориальные общины.

## Состав района
На момент упразднения в состав района входили следующие населённые пункты:
- Чигиринский городской совет:
  - Чигирин
  - Чернече
- Боровицкий сельский совет:
  - Боровица
- Вершацкий сельский совет:
  - Вершацы
  - Кудашево
  - Тарасо-Григоровка
- Галагановский сельский совет:
  - Галагановка
- Головковский сельский совет:
  - Головковка
  - Скелевка
- Замятницкий сельский совет:
  - Деменцы
  - Замятница
- Ивановский сельский совет:
  - Буряковое
  - Вдовичино
  - Гненное
  - Ивановка
- Красносельский сельский совет:
  - Красноселье
  - Погорельцы
  - Рассошинцы
- Матвеевский сельский совет:
  - Матвеевка
  - Скаржинка
- Медведевский сельский совет:
  - Ивковцы
  - Медведевка
- Мельниковский сельский совет:
  - Буда
  - Мельники
- Новоселицкий сельский совет:
  - Новоселица
  - Полудневка
  - Рублёвка
  - Чмыревка
- Рацевский сельский совет:
  - Витово
  - Рацево
- Стецовский сельский совет:
  - Стецовка
- Суботовский сельский совет:
  - Суботов
- Тиньковский сельский совет:
  - Тиньки
- Топиловский сельский совет:
  - Топиловка
- Трушевский сельский совет:
  - Трушевцы
- Худолиевский сельский совет:
  - Худолиевка